# Могельниця (гміна)
Гміна Моґельниця (пол. Gmina Mogielnica) — місько-сільська гміна у центральній Польщі. Належить до Груєцького повіту Мазовецького воєводства.
Станом на 31 грудня 2011 у гміні проживало 9057 осіб.

## Площа
Згідно з даними за 2007 рік площа гміни становила 141.56 км², у тому числі:
- орні землі: 81.00%
- ліси: 12.00%

Таким чином, площа гміни становить 10.24% площі повіту.

## Населення
Станом на 31 грудня 2011:
| Опис     | Загалом | Загалом | Чоловіки | Чоловіки | Жінки | Жінки |
| -------- | ------- | ------- | -------- | -------- | ----- | ----- |
| одиниця  | осіб    | %       | осіб     | %        | осіб  | %     |
| все      | 9057    | 100     | 4499     | 49.67    | 4558  | 50.33 |
| міське   | 2428    | 100     | 1171     | 48.23    | 1257  | 51.77 |
| сільське | 6629    | 100     | 3328     | 50.20    | 3301  | 49.80 |

## Сусідні гміни
Гміна Моґельниця межує з такими гмінами: Бельськ-Дужи, Блендув, Висьмежиці, Ґощин, Нове-Място-над-Пилицею, Промна, Садковіце.